# Inga de Varteig
Inga de Varteig (Inga fra Varteig) (Varteig, Østfold, Noruega, c. 1185 – Bergen, 1234) va ser l'amant del rei Haakon III de Noruega i la mare del rei Haakon IV de Noruega.